# Torja-patak
A Torja-patak (románul Râul Turia) vízfolyás Romániában, Erdélyben, Háromszék területén. A Kászon-pataka jobb oldali mellékvize, hossza 25 km. 

## Leírása
Forrásvidéke a Torjai-hegységbeli Csomád–Büdös-hegycsoport keleti vízgyűjtőjéhez tartozik. A Büdös- és Bálványos-hegy aljában, a mindössze 1,5 km² területen kialakult Bálványosi-medence területén, a két hegycsúccsal azonos nevű (Büdös- és Bálványos) patakok egyesülésük után Torja-patak néven futnak tovább. Jobbról felveszi a Jajdon-patak vizét, majd Torjánál a Felső-háromszéki-medencébe kifutva délkelet felé tart. Áthalad Kézdivásárhely kantai részén, végül északnyugati irányból jobb oldalon ömlik a Kászon-patakába Kézdivásárhelytől keletre.

## Települések a patak partján
(Zárójelben a román név szerepel.)
- Bálványosfürdő (Băile Bálványos)
- Torja (Turia)
- Kézdivásárhely (Târgu Secuiesc)